# Масуд III (султан Рума)
Масуд III (*д/н — 1308) — 18-й султан Рума в 1307—1308 роках. Повне ім'я Гіяс ад-Дін Масуд бен Кей-Кубад.

## Життєпис
Походив з династії Сельджукидів. Син султана Кей-Кубада III. Про дату та місце народження існують різні версії: Крим, Караман або Кілікія. У 1298 році після отримання трону батьком перебирається до Коньї. У 1302 році після повалення Кей-Кубада III за наказом ільхана Газана про долю Масуда нічого невідомо.
У 1307 році після смерті султана Масуда II призначається султаном. Втім не мав значного авторитету, фактично султанат став керуватися нойонами, яких призначав ільхан. У 1308 році, можливо, брав участь у поході проти бея Османа I в складі військ ільхана Олджейту. 
1308 року султана Масуда III було вбито в Кайсері (невідомо за наказом монгольського нойона або якогось з претендентів на трон). Його спадкоємцем став Килич-Арслан V.